# Cratere Mendeleev
Mendeleev è un cratere lunare di 325,13 km situato nella parte nord-occidentale della faccia nascosta della Luna.